# Eupterote nigricans
Eupterote nigricans är en fjärilsart som beskrevs av Moore 1884. Eupterote nigricans ingår i släktet Eupterote och familjen Eupterotidae. Inga underarter finns listade i Catalogue of Life.